# Алиев, Алекпер Гусейнбала оглы
Алекпер Гусейнбала оглы Алиев (азерб. Ələkbər Hüseynbala oğlu Əliyev); (29 декабря 1975, Баку) — азербайджанский комедийный актёр, режиссёр, сценарист, участник команды КВН «Парни из Баку» и театра КВН «Планета Парни из Баку».

## Биография
Родился в Баку Азербайджанской ССР. Окончил бакинскую среднюю школу № 18. Активно занимался спортом.
С 1994 года играл в Бакинском Клубе весёлых и находчивых за разные команды. Является рекордсменом Азербайджана по количеству чемпионских титулов как актёр и сценарист.
В 1996 году впервые получил приглашение от азербайджанской команды КВН «Парни из Баку» в качестве сценариста. В 2000 году стал обладателем Кубка «Турнира Десяти» в составе команды КВН «Парни из Баку». С 2020 года был также актёром и сценаристом команды КВН «Огни Баку». Финалист Первой Лиги КВН (2000 г.) и полуфиналист Украинской Лиги КВН (2001 г.).
В 2006 году стал актёром и сценаристом КВН-театра «Планета „Парни из Баку“». В качестве актёра снимался в кино и сериалах на различных азербайджанских и зарубежных (в основном Российских) телеканалах.
С 2016 года является актёром Бакинского муниципального театра.

## Фильмография
- Джин в доме Дайирмановых (2008, сериал)
- Паутина (2011, сериал)
- Деревенская радость (2012, сериал)
- Ясмин (2013, сериал)
- Восьмидесятые. Четвёртый сезон (2014, сериал)
- Восьмидесятые. Пятый сезон (2015, сериал)
- Муж и жена (2016, сериал)
- Мёртвый в XXI веке (2016, полнометражный игровой фильм)
- Аганатиг (2017)[8]
- Не было такого разговора (2017, полнометражный игровой фильм)

## Награды
- Медаль «Прогресс» (16 октября 2021 года) — за заслуги в развитии азербайджанской культуры[9].